# Sanctuary (chanson d'Iron Maiden)
Pour les articles homonymes, voir Sanctuary.
Singles de Iron Maiden
Running Free Women in Uniform
Sanctuary est le second single du groupe de heavy metal britannique Iron Maiden. Les titres Drifter et I've Got the Fire furent enregistrés live au Marquee Club.
Il est presque plus célèbre pour sa pochette où l'on voit Eddie poignarder Margaret Thatcher qui vient d'arracher une affiche de concert d'Iron Maiden. Elle prendra sa revanche sur la pochette du single Women in Uniform où elle attend Eddie cachée au coin d'un immeuble, un Sterling automatique à la main.

## Pistes
1. Sanctuary − 3:17
2. Drifter (live) − 6:04
3. I've Got the Fire (live) − 3:14

## Crédits
- Paul Di'Anno – chant
- Dave Murray – guitare
- Dennis Stratton – guitare, chœurs
- Steve Harris – guitare basse, chœurs
- Clive Burr – batterie